# 5.000 dollari sull'asso
5.000 dollari sull'asso è un film del 1964, diretto da Alfonso Balcázar.

## Trama
Jeff, un pistolero, vince 5 000 dollari in una partita a poker e si impadronisce di un ranch a Town Creek, una cittadina dell'Arizona infestata dai banditi.